# Floydada (Teksas)
Floydada je grad u američkoj saveznoj državi Teksas. Prema popisu stanovništva iz 2010. u njemu je živjelo 3.038 stanovnika.